# Lopusjnitsa
Lopusjnitsa (bulgariska: Лопушница) är ett vattendrag i Bulgarien.   Det ligger i regionen Gabrovo, i den centrala delen av landet, 150 km öster om huvudstaden Sofia.
Omgivningarna runt Lopusjnitsa är en mosaik av jordbruksmark och naturlig växtlighet. Runt Lopusjnitsa är det ganska glesbefolkat, med 43 invånare per kvadratkilometer.